# Ramdurg (Staat)
Ramdurg war ein Fürstenstaat Britisch-Indiens auf dem Dekkan-Plateau im heutigen Bundesstaat Karnataka. Seine Hauptstadt war Ramdurg im heutigen Distrikt Belagavi (Belgaum).
Mit einer Fläche von 438 Quadratkilometern und 37.848 Einwohnern (1901) gehörte Ramdurg zu den kleineren Fürstenstaaten. Er lag am Ufer des Malprabha-Flusses zwischen den Distrikten Bijapur, Dharwad und Belgaum der Provinz Bombay und einer zu Kolhapur gehörigen Exklave.
Ramdurg wurde von einer brahmanischen Marathen-Dynastie beherrscht. Die Herrscher trugen den Titel Sachiv, ab 1907 Meherban Raja Shri. Die Vorfahren der Herrscherdynastie von Ramdurg hatten beiden Festungen Ramdurg und Nargund von den Peshwas als Lehen zugeteilt bekommen, nachdem das Gebiet im 17. Jahrhundert vom Marathenherrscher Shivaji erobert worden war. Zwischen 1778 und 1799 war Ramdurg durch Tipu Sultan von Mysore besetzt. Nach Ende des Dritten Marathenkriegs (1817–1818) wurde Ramdurg ein britisches Protektorat. Nach der indischen Unabhängigkeit 1947 schloss sich Ramdurg mit 15 weiteren Fürstenstaaten zu den United Deccan States zusammen, die am 5. Februar 1948 in den Bundesstaat Bombay eingegliedert wurden. Durch den States Reorganisation Act kam das Gebiet von Ramdurg 1956 zum Bundesstaat Mysore (1973 umbenannt in Karnataka).